# Mödlinger Straße
De Mödlinger Straße (B11) is een Bundesstraße in de Oostenrijkse deelstaat Neder-Oostenrijk
De B11 verbindt Schwechat via Mödling met Weißenbach an der Triesting. De weg is 50,1 km lang.
Routebeschrijving
De weg begint in Schwechat op een kruising met de B14. De weg loopt in westelijke richting door Lanzendorf, Maria-Lanzendorf en kruist op een rotonde ten zuiden van het dorp de B15, De weg loopt verder door Achau waar ze de B16 kruist. De weg loopt verde en kruist de B230 en komt door Biedermannsdorf. Vervolgens kruist de B11 bij afrit Wiener Neudorf A2 en sluit in Wiener Neudorf op een kruising aan op de B17. De B11/B17 lopen samen tot in Mödling waar ze de B12 kruisen. Iets verder naar het zuiden buigt de B11 weer in westelijke richting af en loopt door Hinterbrühl, Gaaden, Heiligenkreuz en kruist ze bij afrit Mayerling de A21 en kruist ze in Alland de B210. De B11 loopt nog door Griosbach, Nöstach waarna ze in Weißenbach an der Triesting eindigt op een kruising met de B18.
Geschiedenis
De Heiligenkreuzer Straße tussen Mödling en Alland was oorspronkelijk een privé-weg van het keizerlijke bosbeheer. De weg werd in 1827 door de staat overgenomen. Sinds 1 november 1827 hadden Mödling en Heiligenkreuz twee tolstation later kwam er in Alland ook een tolstation. De tolstations in Heiligenkreuz brachten de staat in 1856 ongeveer 1.500 Gulden op. Vanwege de kleine bovenregionale betekenis werd de weg in 1869 aan de deelstaat Neder-Oostenrijk geven en werd het een Landesstraße.
De Mödling-Altenmarkter Straße is sinds 1 April 1959 tot de Bundesstraßen in Oostenrijk.
Sinds 1 januari 1972 eindigt die B11 in Schwechat.